# Catogenus inbio
Catogenus inbio is een keversoort uit de familie Passandridae. De wetenschappelijke naam van de soort is voor het eerst geldig gepubliceerd in 2005 door Ivie & Slipinski.